# Grand Prix Singapuru 2009

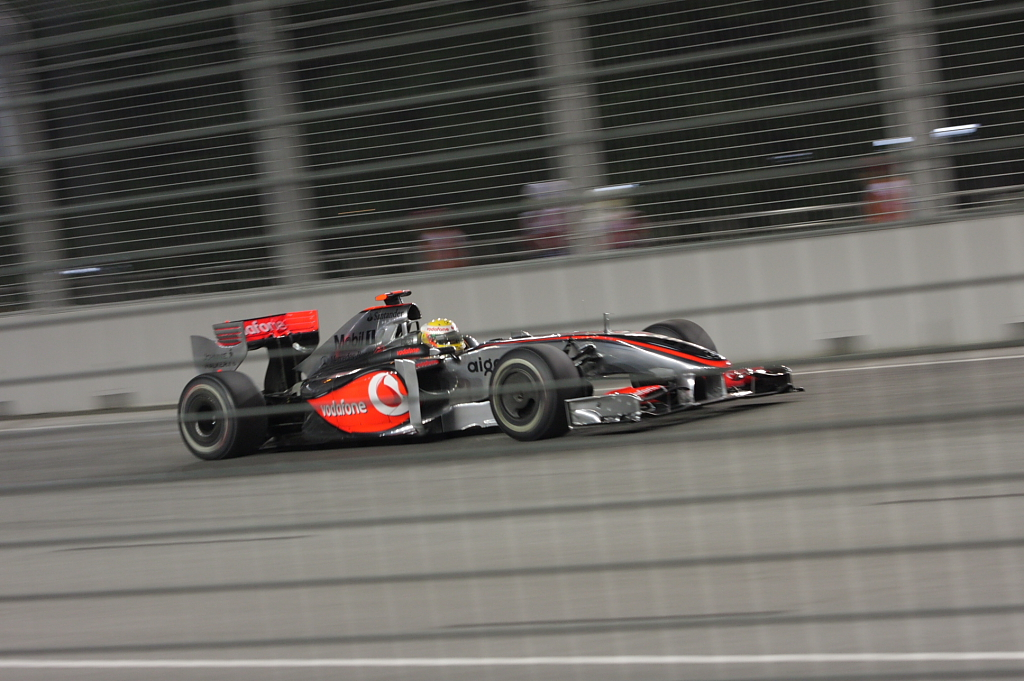
Lewis Hamilton podczas Grand Prix Singapuru 2009

Grand Prix Singapuru 2009 – czternasta runda Mistrzostw Świata Formuły 1 w sezonie 2009.

## Lista startowa
| Nr | Kierowca             | Zespół                       | Samochód          | Silnik               | Opony |
| -- | -------------------- | ---------------------------- | ----------------- | -------------------- | ----- |
| 1  | Lewis Hamilton       | Vodafone McLaren Mercedes    | McLaren MP4-24    | Mercedes-Benz FO108W | B     |
| 2  | Heikki Kovalainen    | Vodafone McLaren Mercedes    | McLaren MP4-24    | Mercedes-Benz FO108W | B     |
| 3  | Giancarlo Fisichella | Scuderia Marlboro Ferrari    | Ferrari F60       | Ferrari 056          | B     |
| 4  | Kimi Räikkönen       | Scuderia Marlboro Ferrari    | Ferrari F60       | Ferrari 056          | B     |
| 5  | Robert Kubica        | BMW Sauber F1 Team           | BMW F1.09         | BMW P86/9            | B     |
| 6  | Nick Heidfeld        | BMW Sauber F1 Team           | BMW F1.09         | BMW P86/9            | B     |
| 7  | Fernando Alonso      | Renault F1 Team              | Renault R29       | Renault RS27-2009    | B     |
| 8  | Romain Grosjean      | Renault F1 Team              | Renault R29       | Renault RS27-2009    | B     |
| 9  | Jarno Trulli         | Panasonic Toyota Racing      | Toyota TF109      | Toyota RVX-09        | B     |
| 10 | Timo Glock           | Panasonic Toyota Racing      | Toyota TF109      | Toyota RVX-09        | B     |
| 11 | Jaime Alguersuari    | Scuderia Toro Rosso          | Toro Rosso STR04  | Ferrari 056          | B     |
| 12 | Sébastien Buemi      | Scuderia Toro Rosso          | Toro Rosso STR04  | Ferrari 056          | B     |
| 14 | Mark Webber          | Red Bull Racing              | Red Bull RB5      | Renault RS27-2009    | B     |
| 15 | Sebastian Vettel     | Red Bull Racing              | Red Bull RB5      | Renault RS27-2009    | B     |
| 16 | Nico Rosberg         | AT&T WilliamsF1 Team         | Williams FW31     | Toyota RVX-09        | B     |
| 17 | Kazuki Nakajima      | AT&T WilliamsF1 Team         | Williams FW31     | Toyota RVX-09        | B     |
| 20 | Adrian Sutil         | Force India Formula One Team | Force India VJM02 | Mercedes-Benz FO108W | B     |
| 21 | Vitantonio Liuzzi    | Force India Formula One Team | Force India VJM02 | Mercedes-Benz FO108W | B     |
| 22 | Jenson Button        | Brawn GP Formula One Team    | Brawn BGP 001     | Mercedes-Benz FO108W | B     |
| 23 | Rubens Barrichello   | Brawn GP Formula One Team    | Brawn BGP 001     | Mercedes-Benz FO108W | B     |
| Nr | Kierowca             | Zespół                       | Samochód          | Silnik               | Opony |

## Wyniki

### Sesje treningowe
| Sesja | Nr | Kierowca           | Konstruktor      | Czas     | Okr. |
| ----- | -- | ------------------ | ---------------- | -------- | ---- |
| 1     | 23 | Rubens Barrichello | Brawn-Mercedes   | 1:50.179 | 19   |
| 2     | 15 | Sebastian Vettel   | Red Bull-Renault | 1:48.650 | 31   |
| 3     | 1  | Lewis Hamilton     | McLaren-Mercedes | 1:47.632 | 15   |

### Kwalifikacje
| Poz. | Nr | Kierowca             | Konstruktor          | Q1       | Q2       | Q3       | Poz. s. |
| --- | --- | -------------------- | -------------------- | -------- | -------- | -------- | ------- |
| 1 | 1 | Lewis Hamilton       | McLaren-Mercedes     | 1:46.977 | 1:46.657 | 1:47.891 | 1       |
| 2 | 15 | Sebastian Vettel     | Red Bull-Renault     | 1:47.541 | 1:46.362 | 1:48.204 | 2       |
| 3 | 16 | Nico Rosberg         | Williams-Toyota      | 1:47.390 | 1:46.197 | 1:48.348 | 3       |
| 4 | 14 | Mark Webber          | Red Bull-Renault     | 1:47.646 | 1:46.328 | 1:48.722 | 4       |
| 5 | 23 | Rubens Barrichello   | Brawn-Mercedes       | 1:47.397 | 1:46.787 | 1:48.828 | 9       |
| 6 | 7 | Fernando Alonso      | Renault              | 1:47.757 | 1:46.767 | 1:49.054 | 5       |
| 7 | 10 | Timo Glock           | Toyota               | 1:47.770 | 1:46.707 | 1:49.180 | 6       |
| 8 | 6 | Nick Heidfeld        | BMW Sauber           | 1:47.347 | 1:46.832 | 1:49.307 | PIT     |
| 9 | 5 | Robert Kubica        | BMW Sauber           | 1:47.615 | 1:46.813 | 1:49.514 | 7       |
| 10 | 2 | Heikki Kovalainen    | McLaren-Mercedes     | 1:47.542 | 1:46.842 | 1:49.778 | 8       |
| 11 | 17 | Kazuki Nakajima      | Williams-Toyota      | 1:47.637 | 1:47.013 | -        | 10      |
| 12 | 22 | Jenson Button        | Brawn-Mercedes       | 1:47.180 | 1:47.141 | -        | 11      |
| 13 | 4 | Kimi Räikkönen       | Ferrari              | 1:47.293 | 1:47.177 | -        | 12      |
| 14 | 12 | Sébastien Buemi      | Toro Rosso-Ferrari   | 1:47.677 | 1:47.369 | -        | 13      |
| 15 | 9 | Jarno Trulli         | Toyota               | 1:47.690 | 1:47.413 | -        | 14      |
| 16 | 20 | Adrian Sutil         | Force India-Mercedes | 1:48.231 | -        | -        | 15      |
| 17 | 11 | Jaime Alguersuari    | Toro Rosso-Ferrari   | 1:48.340 | -        | -        | 16      |
| 18 | 3 | Giancarlo Fisichella | Ferrari              | 1:48.350 | -        | -        | 17      |
| 19 | 8 | Romain Grosjean      | Renault              | 1:48.544 | -        | -        | 18      |
| 20 | 21 | Vitantonio Liuzzi    | Force India-Mercedes | 1:48.792 | -        | -        | 19      |
| Poz. | Nr | Kierowca             | Konstruktor          | Q1       | Q2       | Q3       | Poz. s. |
| \| Legenda \| Legenda \| \| ------------------------ \| ---------------------------------------------------------------------------------------------------------------------------------------------------------------------------------------------------------------------------------------------------------------- \| \| Poz. Nr Q1 Q2 Q3 Poz. s. \| Pozycja zajęta w sesji kwalifikacyjnej Numer startowy kierowcy Wynik uzyskany w pierwszej części kwalifikacji Wynik uzyskany w drugiej części kwalifikacji Wynik uzyskany w trzeciej części kwalifikacji Pozycja startowa po uwzględnięniu kar, przesunięć, itp. \| | |                      |                      |          |          |          |         |
| Legenda | |                      |                      |          |          |          |         |
| Poz. Nr Q1 Q2 Q3 Poz. s. | Pozycja zajęta w sesji kwalifikacyjnej Numer startowy kierowcy Wynik uzyskany w pierwszej części kwalifikacji Wynik uzyskany w drugiej części kwalifikacji Wynik uzyskany w trzeciej części kwalifikacji Pozycja startowa po uwzględnięniu kar, przesunięć, itp. |                      |                      |          |          |          |         |

### Wyścig

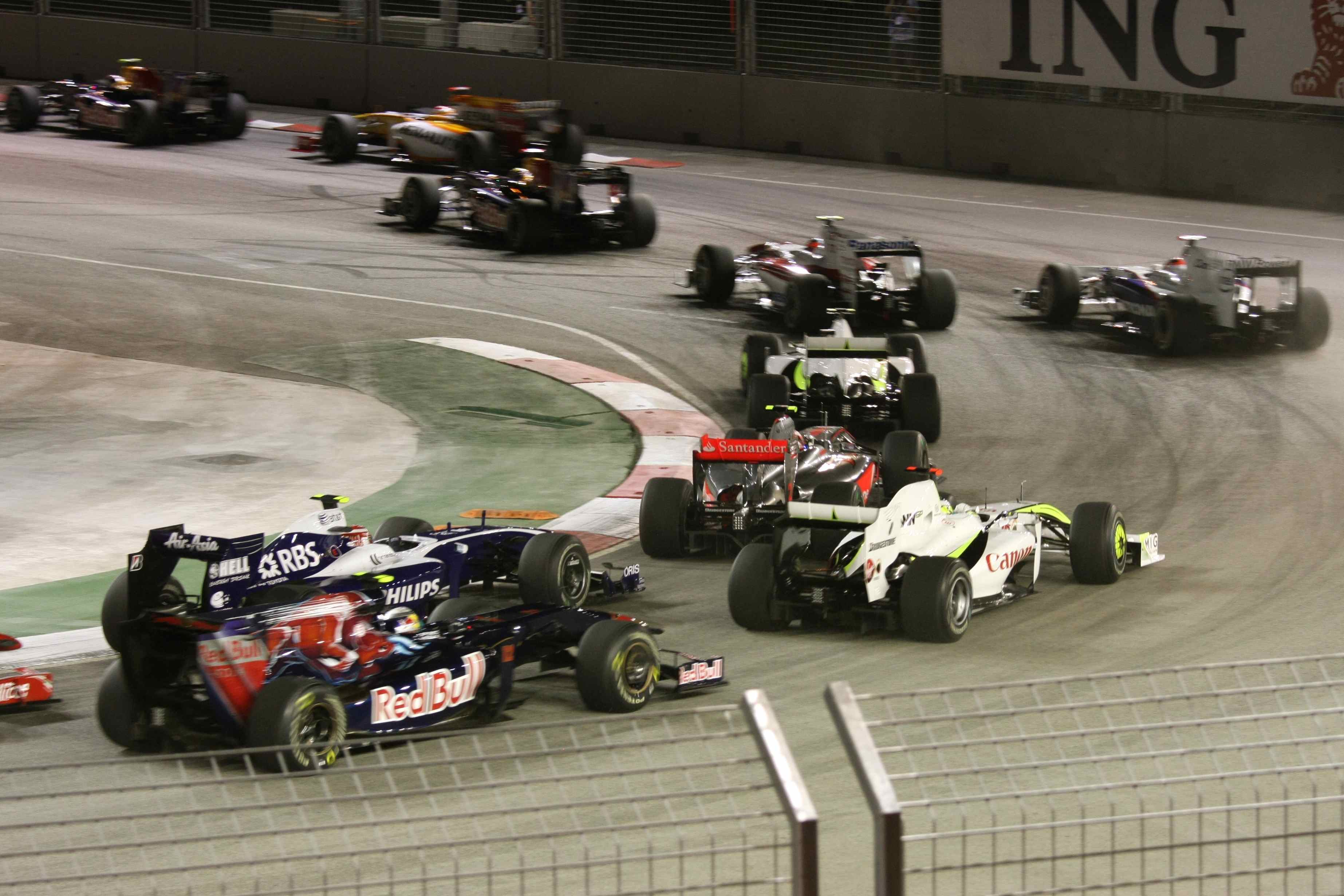
Kierowcy po starcie do wyścigu

| P                 | + / –     | Nr | Kierowca             | Konstruktor          | Okr. | Czas / Strata                      | Komentarz |
| ----------------- | --------- | -- | -------------------- | -------------------- | ---- | ---------------------------------- | --------- |
| 1                 | Bez zmian | 1  | Lewis Hamilton       | McLaren-Mercedes     | 61   | 1h56:06.337                        |           |
| 2                 | 4         | 10 | Timo Glock           | Toyota               | 61   | +0:09.634                          |           |
| 3                 | 2         | 7  | Fernando Alonso      | Renault              | 61   | +0:16.624                          |           |
| 4                 | 2         | 15 | Sebastian Vettel     | Red Bull-Renault     | 61   | +0:20.261                          | [ 3 ]     |
| 5                 | 6         | 22 | Jenson Button        | Brawn-Mercedes       | 61   | +0:30.015                          |           |
| 6                 | 3         | 23 | Rubens Barrichello   | Brawn-Mercedes       | 61   | +0:31.858                          |           |
| 7                 | 1         | 2  | Heikki Kovalainen    | McLaren-Mercedes     | 61   | +0:36.157                          |           |
| 8                 | 1         | 5  | Robert Kubica        | BMW Sauber           | 61   | +0:55.054                          |           |
| 9                 | 1         | 17 | Kazuki Nakajima      | Williams-Toyota      | 61   | +0:56.054                          |           |
| 10                | 2         | 4  | Kimi Räikkönen       | Ferrari              | 61   | +0:58.892                          |           |
| 11                | 8         | 16 | Nico Rosberg         | Williams-Toyota      | 61   | +0:59.777                          | [ 4 ]     |
| 12                | 2         | 9  | Jarno Trulli         | Toyota               | 61   | +1:13.009                          |           |
| 13                | 4         | 3  | Giancarlo Fisichella | Ferrari              | 61   | +1:19.890                          |           |
| 14                | 5         | 21 | Vitantonio Liuzzi    | Force India-Mercedes | 61   | +1:33.502                          |           |
| Niesklasyfikowani |           |    |                      |                      |      |                                    |           |
|                   |           | 11 | Jaime Alguersuari    | Toro Rosso-Ferrari   | 47   | hamulce                            |           |
|                   |           | 12 | Sébastien Buemi      | Toro Rosso-Ferrari   | 47   | skrzynia biegów                    |           |
|                   |           | 14 | Mark Webber          | Red Bull-Renault     | 45   | hamulce/wypadł z toru              |           |
|                   |           | 20 | Adrian Sutil         | Force India-Mercedes | 23   | uszkodzenia z kolizji z Heidfeldem |           |
|                   |           | 6  | Nick Heidfeld        | BMW Sauber           | 19   | kolizja z Sutilem                  |           |
|                   |           | 8  | Romain Grosjean      | Renault              | 3    | hamulce                            |           |
| P                 | + / –     | Nr | Kierowca             | Konstruktor          | Okr. | Czas / Strata                      | Komentarz |

### Najszybsze okrążenie
| Nr | Kierowca        | Konstruktor | Czas     | Okr. |
| -- | --------------- | ----------- | -------- | ---- |
| 7  | Fernando Alonso | Renault     | 1:48.240 | 53   |

## Prowadzenie w wyścigu
| Nr                              | Kierowca        | Okrążenia   | Suma |
| ------------------------------- | --------------- | ----------- | ---- |
| 1                               | Lewis Hamilton  | 1-46, 51-61 | 57   |
| 7                               | Fernando Alonso | 47-50       | 4    |
| \| Wykres \| \| ------ \| \| \| |                 |             |      |
| Wykres                          |                 |             |      |
|                                 |                 |             |      |

## Klasyfikacja po wyścigu

### Kierowcy
| P  | +/− | Kierowca             | Starty | Punkty | P1 | P2 | P3 | PP | NO | NS |
| -- | --- | -------------------- | ------ | ------ | -- | -- | -- | -- | -- | -- |
| 1  | 0   | Jenson Button        | 14     | 84     | 6  | 1  | 1  | 4  | 2  | 1  |
| 2  | 0   | Rubens Barrichello   | 14     | 69     | 2  | 3  | 1  | -  | 2  | 1  |
| 3  | 0   | Sebastian Vettel     | 14     | 59     | 2  | 2  | 2  | 3  | 2  | 3  |
| 4  | 0   | Mark Webber          | 14     | 51,5   | 1  | 3  | 2  | 1  | 1  | 2  |
| 5  | 0   | Kimi Räikkönen       | 14     | 40     | 1  | 1  | 3  | -  | -  | 2  |
| 6  | +1  | Lewis Hamilton       | 14     | 37     | 2  | 1  | -  | 3  | -  | 1  |
| 7  | −1  | Nico Rosberg         | 14     | 30,5   | -  | -  | -  | -  | 1  | -  |
| 8  | +3  | Fernando Alonso      | 14     | 26     | -  | -  | 1  | 1  | 2  | 2  |
| 9  | +3  | Timo Glock           | 14     | 24     | -  | 1  | 1  | -  | 1  | -  |
| 10 | −2  | Jarno Trulli         | 14     | 22,5   | -  | -  | 2  | 1  | 1  | 3  |
| 11 | −2  | Felipe Massa         | 9      | 22     | -  | -  | 1  | -  | 1  | 2  |
| 12 | −2  | Heikki Kovalainen    | 14     | 22     | -  | -  | -  | -  | -  | 5  |
| 13 | 0   | Nick Heidfeld        | 14     | 12     | -  | 1  | -  | -  | -  | 1  |
| 14 | +1  | Robert Kubica        | 14     | 9      | -  | -  | -  | -  | -  | 3  |
| 15 | −1  | Giancarlo Fisichella | 14     | 8      | -  | 1  | -  | 1  | -  | 1  |
| 16 | 0   | Adrian Sutil         | 14     | 5      | -  | -  | -  | -  | 1  | 3  |
| 17 | 0   | Sébastien Buemi      | 14     | 3      | -  | -  | -  | -  | -  | 4  |
| 18 | 0   | Sébastien Bourdais   | 9      | 2      | -  | -  | -  | -  | -  | 3  |
| 19 | 0   | Kazuki Nakajima      | 14     | -      | -  | -  | -  | -  | -  | 3  |
| 20 | 0   | Nelson Piquet Jr.    | 10     | -      | -  | -  | -  | -  | -  | 2  |
| 21 | 0   | Luca Badoer          | 2      | -      | -  | -  | -  | -  | -  | -  |
| 22 | N   | Vitantonio Liuzzi    | 2      | -      | -  | -  | -  | -  | -  | 1  |
| 23 | −1  | Romain Grosjean      | 4      | -      | -  | -  | -  | -  | -  | 2  |
| 24 | −1  | Jaime Alguersuari    | 5      | -      | -  | -  | -  | -  | -  | 3  |
| P  | +/− | Kierowca             | Starty | Punkty | P1 | P2 | P3 | PP | NO | NS |

### Konstruktorzy
| P  | +/− | Konstruktor          | Starty | Punkty | P1 | P2 | P3 | PP | NO | NS |
| -- | --- | -------------------- | ------ | ------ | -- | -- | -- | -- | -- | -- |
| 1  | 0   | Brawn-Mercedes       | 28     | 153    | 8  | 4  | 2  | 4  | 4  | 2  |
| 2  | 0   | Red Bull-Renault     | 28     | 110,5  | 3  | 5  | 4  | 4  | 3  | 5  |
| 3  | 0   | Ferrari              | 27     | 62     | 1  | 1  | 4  | -  | 1  | 4  |
| 4  | 0   | McLaren-Mercedes     | 28     | 59     | 2  | 1  | -  | 3  | -  | 6  |
| 5  | 0   | Toyota               | 28     | 46,5   | -  | 1  | 3  | 1  | 2  | 3  |
| 6  | 0   | Williams-Toyota      | 28     | 30,5   | -  | -  | -  | -  | 1  | 3  |
| 7  | +1  | Renault              | 28     | 26     | -  | -  | 1  | 1  | 2  | 6  |
| 8  | −1  | BMW Sauber           | 28     | 21     | -  | 1  | -  | -  | -  | 4  |
| 9  | 0   | Force India-Mercedes | 28     | 13     | -  | 1  | -  | 1  | 1  | 5  |
| 10 | 0   | Toro Rosso-Ferrari   | 28     | 5      | -  | -  | -  | -  | -  | 10 |
| P  | +/− | Konstruktor          | Starty | Punkty | P1 | P2 | P3 | PP | NO | NS |